# Frank Farina
Frank Farina (Darwin, 5 settembre 1964) è un allenatore di calcio ed ex calciatore australiano, campione d'Oceania 2 volte, nel 2000 e nel 2004.
Detiene il record di Coppa delle nazioni oceaniane disputate da allenatore (6) e di Coppa delle nazioni oceaniane vinte (2).

## Biografia
Ha trascorso gran parte della sua infanzia in Papua Nuova Guinea. Trasferitosi a Cairns, nello Stato australiano del Queensland, studiò presso il St Augustine's College. Nel 1982 ottenne una borsa di studio dall'Australian Institute of Sport.

## Carriera

### Giocatore

#### Club
Nel 1983 iniziò la sua carriera professionistica nella National Soccer League, debuttando con i Canberra Arrows.
In seguito l'attaccante si trasferì a Sydney, dove giocò dapprima con il Sydney City, poi con il Marconi Fairfield. Nel 1988 approdò in Europa, ingaggiato dal Club Bruges, con cui vinse il Campionato belga di calcio 1989-1990 (ove vinse anche il titolo di capocannoniere), la Coppa del Belgio 1990-1991 e la Supercoppa belga nelle stagioni 1989-1990 e 1990-1991.
Nel 1991 fu acquistato dal Bari per 8 miliardi di lire, divenendo il primo calciatore australiano a debuttare in Serie A. La sua esperienza in Italia finì prestissimo: dopo 8 presenze e nessun gol segnato, nel gennaio 1992 venne ceduto in prestito agli inglesi del Notts County, con cui totalizzò solo 3 presenze.
La sua carriera si rilanciò parzialmente in Francia, dove Farina ritrovò il gol giocando per lo Strasburgo e il Lilla. Nel 1995 rientrò in patria, dove vestì la maglia dei Brisbane Strikers. Nella stagione 1996-1997 assunse il ruolo di calciatore-allenatore della squadra, contribuendo alla vittoria in campionato australiano. Nel 1998 ritornò al Marconi, terminando definitivamente la sua carriera da calciatore.

#### Nazionale
All'età di 20 anni è già nel giro della nazionale maggiore; dal 1984 al 1995 ha militato nella nazionale di calcio australiana, collezionando 37 presenze e 10 reti e partecipando al torneo olimpico di calcio del 1988.

### Allenatore

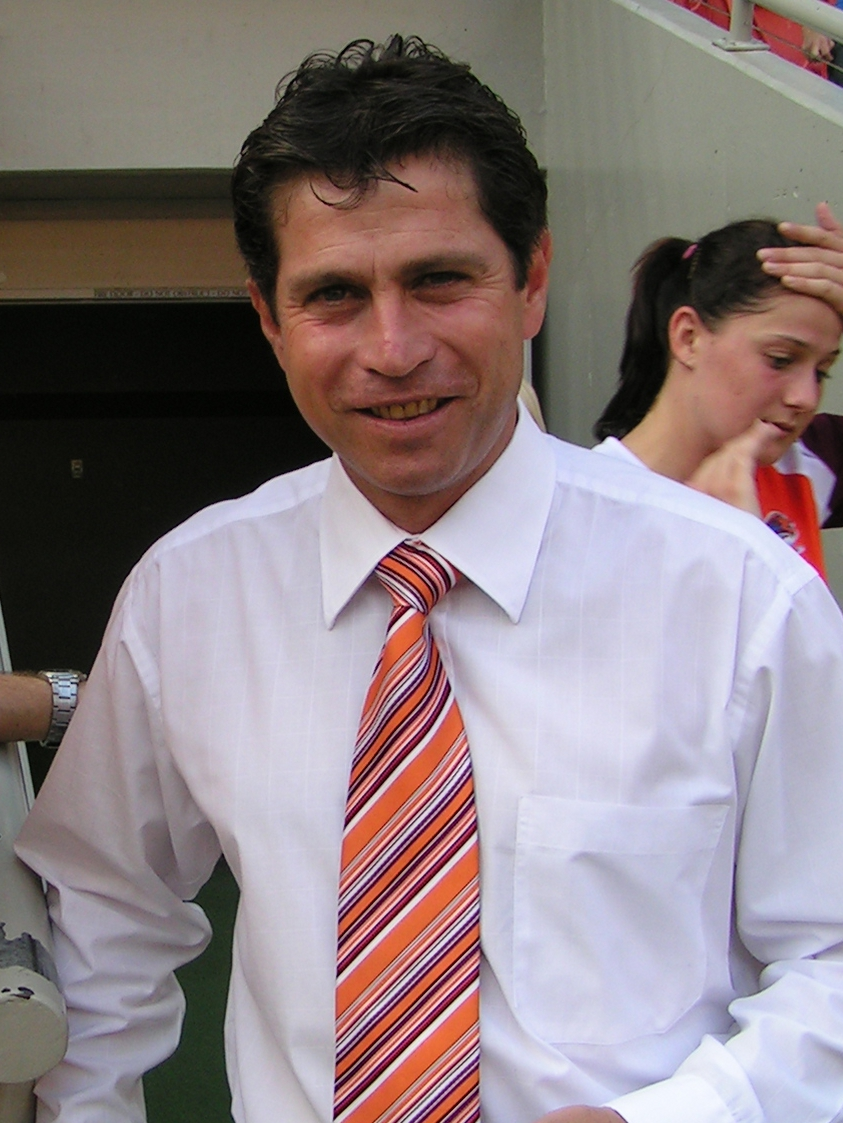
Farina nel 2008

Nell'agosto 1999 venne nominato commissario tecnico dell'Australia. Inizialmente, alla guida dei Socceroos, ottenne risultati eccellenti, tra cui spiccano le vittorie nelle amichevoli contro l'Ungheria, la Scozia, la Francia (all'epoca campione del mondo in carica), e il Brasile, senza contare il risultato-record di 31-0 rifilato alle Samoa Americane nelle gare di qualificazione ai Mondiali di calcio Giappone-Corea del Sud 2002; tuttavia, non centrò l'obiettivo di far qualificare l'Australia ai Mondiali, perdendo la doppia sfida finale contro l'Uruguay. Nel dicembre del 2001 rinnovò il contratto per altri quattro anni, puntando tutto sulla qualificazione al campionato del mondo 2006.
A questo punto, però, incominciarono ad apparire i primi segnali di crisi: alcuni giornalisti sportivi della SBS lo criticarono per il suo operato, e lui, a sua volta, sentendosi bersagliato, lì accusò di portare avanti una sorta di caccia alle streghe nei suoi confronti.
Il 29 giugno 2005, dopo che l'Australia perse tutte e tre le partite della fase a gruppi della FIFA Confederations Cup 2005, rassegnò le sue dimissioni da commissario tecnico; al suo posto subentrò Guus Hiddink, che riuscì in seguito a portare l'Australia ai Mondiali tedeschi. Dopo l'esperienza alla guida della nazionale lavorò come opinionista per i quotidiani e le radio.
Nella stagione 2006-2007 tornò ad allenare una squadra di calcio, venendo nominato allenatore del Queensland Roar al posto di Miron Bleiberg. Restò in carica fino all'11 ottobre 2009, quando venne dapprima sospeso a tempo indeterminato per aver guidato in stato di ebbrezza e poi ufficialmente esonerato 3 giorni dopo..
Il 12 febbraio 2011 fu nominato commissario tecnico della nazionale di Papua e Nuova Guinea.
Il 28 novembre 2012 diventò il nuovo tecnico del Sydney Football Club, nelle cui vesti allenò Alessandro Del Piero. Fu esonerato il 23 aprile 2014 dopo l'eliminazione dai play-off.. Ha allenato la nazionale di Figi olimpica alle Olimpiadi del 2016 in Brasile. La sua squadra perde tutte e tre le partite del girone, segnando appena 1 gol e subendone 23 divisi tra Corea del Sud (0-8), Messico (1-5) e Germania (0-10).

## Statistiche

### Cronologia presenze e reti in nazionale
| Cronologia completa delle presenze e delle reti in nazionale ― Australia | Cronologia completa delle presenze e delle reti in nazionale ― Australia | Cronologia completa delle presenze e delle reti in nazionale ― Australia | Cronologia completa delle presenze e delle reti in nazionale ― Australia | Cronologia completa delle presenze e delle reti in nazionale ― Australia | Cronologia completa delle presenze e delle reti in nazionale ― Australia | Cronologia completa delle presenze e delle reti in nazionale ― Australia | Cronologia completa delle presenze e delle reti in nazionale ― Australia |
| Data                                                                     | Città                                                                    | In casa                                                                  | Risultato                                                                | Ospiti                                                                   | Competizione                                                             | Reti                                                                     | Note                                                                     |
| ------------------------------------------------------------------------ | ------------------------------------------------------------------------ | ------------------------------------------------------------------------ | ------------------------------------------------------------------------ | ------------------------------------------------------------------------ | ------------------------------------------------------------------------ | ------------------------------------------------------------------------ | ------------------------------------------------------------------------ |
| 3-11-1984                                                                | Pechino                                                                  | Cina                                                                     | 3 – 2                                                                    | Australia                                                                | Amichevole                                                               | -                                                                        | Ingresso                                                                 |
| 27-9-1985                                                                | Brisbane                                                                 | Australia                                                                | 3 – 0                                                                    | Cina                                                                     | Amichevole                                                               | -                                                                        | 68’                                                                      |
| 23-10-1985                                                               | Adelaide                                                                 | Australia                                                                | 7 – 0                                                                    | Taipei cinese                                                            | Qual. Mondiali 1986                                                      | -                                                                        | 46’                                                                      |
| 27-10-1985                                                               | Sydney                                                                   | Taipei cinese                                                            | 0 – 8                                                                    | Australia                                                                | Qual. Mondiali 1986                                                      | -                                                                        |                                                                          |
| 4-12-1985                                                                | Melbourne                                                                | Australia                                                                | 0 – 0                                                                    | Scozia                                                                   | Qual. Mondiali 1986                                                      | -                                                                        | 75’                                                                      |
| 6-8-1986                                                                 | Adelaide                                                                 | Australia                                                                | 0 – 1                                                                    | Cecoslovacchia                                                           | Amichevole                                                               | -                                                                        | 73’                                                                      |
| 10-8-1986                                                                | Città di Parramatta                                                      | Australia                                                                | 0 – 3                                                                    | Cecoslovacchia                                                           | Amichevole                                                               | -                                                                        | 68’                                                                      |
| 25-10-1986                                                               | Auckland                                                                 | Nuova Zelanda                                                            | 1 – 1                                                                    | Australia                                                                | Amichevole                                                               | -                                                                        | 80’                                                                      |
| 2-11-1986                                                                | Città di Parramatta                                                      | Australia                                                                | 2 – 0                                                                    | Nuova Zelanda                                                            | Amichevole                                                               | -                                                                        |                                                                          |
| 23-11-1986                                                               | Canton                                                                   | Cina                                                                     | 0 – 2                                                                    | Australia                                                                | Amichevole                                                               | -                                                                        |                                                                          |
| 9-6-1987                                                                 | Gangneung                                                                | Marocco                                                                  | 0 – 1                                                                    | Australia                                                                | President's Cup 1987 - 1º turno                                          | 1                                                                        | Uscita                                                                   |
| 15-6-1987                                                                | Suwon                                                                    | Corea del Sud                                                            | 0 – 5                                                                    | Australia                                                                | President's Cup 1987 - 1º turno                                          | 2                                                                        |                                                                          |
| 19-6-1987                                                                | Seul                                                                     | Egitto                                                                   | 0 – 0 dts (3 - 4 dtr)                                                    | Australia                                                                | President's Cup 1987 - Semifinale                                        | -                                                                        |                                                                          |
| 21-6-1987                                                                | Seul                                                                     | Corea del Sud                                                            | 1 – 1 dts (5 - 4 dtr)                                                    | Australia                                                                | President's Cup 1987 - Finale                                            | -                                                                        |                                                                          |
| 2-9-1987                                                                 | Melbourne                                                                | Australia                                                                | 1 – 1                                                                    | Nuova Zelanda                                                            | Amichevole                                                               | -                                                                        |                                                                          |
| 9-9-1987                                                                 | Lower Hutt                                                               | Nuova Zelanda                                                            | 1 – 0                                                                    | Australia                                                                | Amichevole                                                               | -                                                                        |                                                                          |
| 15-11-1987                                                               | Taipei                                                                   | Taipei cinese                                                            | 0 – 3                                                                    | Australia                                                                | Qual. Olimpiadi 1988 - 1º turno                                          | 1                                                                        |                                                                          |
| 26-2-1988                                                                | Canberra                                                                 | Australia                                                                | 3 – 0                                                                    | Taipei cinese                                                            | Qual. Olimpiadi 1988 - 1º turno                                          | -                                                                        |                                                                          |
| 6-3-1988                                                                 | Melbourne                                                                | Australia                                                                | 2 – 0                                                                    | Israele                                                                  | Qual. Olimpiadi 1988 - 2º turno                                          | 1                                                                        |                                                                          |
| 9-3-1988                                                                 | Adelaide                                                                 | Australia                                                                | 3 – 2                                                                    | Taipei cinese                                                            | Qual. Olimpiadi 1988 - 2º turno                                          | -                                                                        | 86’                                                                      |
| 13-3-1988                                                                | Sydney                                                                   | Australia                                                                | 3 – 1                                                                    | Nuova Zelanda                                                            | Qual. Olimpiadi 1988 - 2º turno                                          | 1                                                                        |                                                                          |
| 20-3-1988                                                                | Christchurch                                                             | Israele                                                                  | 0 – 0                                                                    | Australia                                                                | Qual. Olimpiadi 1988 - 2º turno                                          | -                                                                        | 70’                                                                      |
| 23-3-1988                                                                | Wellington                                                               | Nuova Zelanda                                                            | 1 – 1                                                                    | Australia                                                                | Qual. Olimpiadi 1988 - 2º turno                                          | 1                                                                        | 67’                                                                      |
| 27-3-1988                                                                | Auckland                                                                 | Taiwan                                                                   | 0 – 3                                                                    | Australia                                                                | Qual. Olimpiadi 1988 - 2º turno                                          | 1                                                                        |                                                                          |
| 7-7-1988                                                                 | Melbourne                                                                | Australia                                                                | 0 – 1                                                                    | Brasile                                                                  | Australia Bicentenary Gold Cup - 1º turno                                | -                                                                        |                                                                          |
| 9-7-1988                                                                 | Città di Parramatta                                                      | Australia                                                                | 3 – 0                                                                    | Arabia Saudita                                                           | Australia Bicentenary Gold Cup - 1º turno                                | 2                                                                        | 82’                                                                      |
| 14-7-1988                                                                | Sydney                                                                   | Australia                                                                | 4 – 1                                                                    | Argentina                                                                | Australia Bicentenary Gold Cup - 1º turno                                | -                                                                        |                                                                          |
| 17-7-1988                                                                | Sydney                                                                   | Australia                                                                | 0 – 2                                                                    | Brasile                                                                  | Australia Bicentenary Gold Cup - Finale                                  | -                                                                        | 72’                                                                      |
| 19-3-1989                                                                | Ramat Gan                                                                | Israele                                                                  | 1 – 1                                                                    | Australia                                                                | Qual. Mondiali 1990                                                      | -                                                                        | 32’ 88’                                                                  |
| 16-4-1989                                                                | Sydney                                                                   | Australia                                                                | 1 – 1                                                                    | Israele                                                                  | Qual. Mondiali 1990                                                      | -                                                                        | 67’                                                                      |
| 30-5-1993                                                                | Auckland                                                                 | Nuova Zelanda                                                            | 0 – 1                                                                    | Australia                                                                | Qual. Mondiali 1994                                                      | -                                                                        | 18’                                                                      |
| 31-7-1993                                                                | Edmonton                                                                 | Canada                                                                   | 2 – 1                                                                    | Australia                                                                | Qual. Mondiali 1994                                                      | -                                                                        | 25’                                                                      |
| 15-8-1993                                                                | Sydney                                                                   | Australia                                                                | 2 – 1 dts (4 - 1 dtr)                                                    | Canada                                                                   | Qual. Mondiali 1994                                                      | 1                                                                        |                                                                          |
| 17-11-1993                                                               | Buenos Aires                                                             | Argentina                                                                | 1 – 0                                                                    | Australia                                                                | Qual. Mondiali 1994                                                      | -                                                                        |                                                                          |
| 18-6-1995                                                                | Sydney                                                                   | Australia                                                                | 2 – 1                                                                    | Ghana                                                                    | Amichevole                                                               | -                                                                        | 79’                                                                      |
| Totale                                                                   |                                                                          | Presenze                                                                 | 35                                                                       |                                                                          | Reti                                                                     | 11                                                                       |                                                                          |

| Cronologia completa delle presenze e delle reti in nazionale ― Australia olimpica | Cronologia completa delle presenze e delle reti in nazionale ― Australia olimpica | Cronologia completa delle presenze e delle reti in nazionale ― Australia olimpica | Cronologia completa delle presenze e delle reti in nazionale ― Australia olimpica | Cronologia completa delle presenze e delle reti in nazionale ― Australia olimpica | Cronologia completa delle presenze e delle reti in nazionale ― Australia olimpica | Cronologia completa delle presenze e delle reti in nazionale ― Australia olimpica | Cronologia completa delle presenze e delle reti in nazionale ― Australia olimpica |
| Data                                                                              | Città                                                                             | In casa                                                                           | Risultato                                                                         | Ospiti                                                                            | Competizione                                                                      | Reti                                                                              | Note                                                                              |
| --------------------------------------------------------------------------------- | --------------------------------------------------------------------------------- | --------------------------------------------------------------------------------- | --------------------------------------------------------------------------------- | --------------------------------------------------------------------------------- | --------------------------------------------------------------------------------- | --------------------------------------------------------------------------------- | --------------------------------------------------------------------------------- |
| 18-9-1988                                                                         | Gwangju                                                                           | Jugoslavia olimpica                                                               | 0 – 1                                                                             | Australia olimpica                                                                | Olimpiadi 1988 - 1º turno                                                         | 1                                                                                 |                                                                                   |
| 20-9-1988                                                                         | Seul                                                                              | Australia olimpica                                                                | 0 – 3                                                                             | Brasile olimpica                                                                  | Olimpiadi 1988 - 1º turno                                                         | -                                                                                 | 14’ 75’                                                                           |
| 25-9-1988                                                                         | Busan                                                                             | Unione Sovietica olimpica                                                         | 3 – 0                                                                             | Australia olimpica                                                                | Olimpiadi 1988 - Quarti di finale                                                 | -                                                                                 | Uscita                                                                            |
| Totale                                                                            |                                                                                   | Presenze                                                                          | 3                                                                                 |                                                                                   | Reti                                                                              | 1                                                                                 |                                                                                   |

| Cronologia completa delle presenze e delle reti in nazionale ― Australia under 20 | Cronologia completa delle presenze e delle reti in nazionale ― Australia under 20 | Cronologia completa delle presenze e delle reti in nazionale ― Australia under 20 | Cronologia completa delle presenze e delle reti in nazionale ― Australia under 20 | Cronologia completa delle presenze e delle reti in nazionale ― Australia under 20 | Cronologia completa delle presenze e delle reti in nazionale ― Australia under 20 | Cronologia completa delle presenze e delle reti in nazionale ― Australia under 20 | Cronologia completa delle presenze e delle reti in nazionale ― Australia under 20 |
| Data                                                                              | Città                                                                             | In casa                                                                           | Risultato                                                                         | Ospiti                                                                            | Competizione                                                                      | Reti                                                                              | Note                                                                              |
| --------------------------------------------------------------------------------- | --------------------------------------------------------------------------------- | --------------------------------------------------------------------------------- | --------------------------------------------------------------------------------- | --------------------------------------------------------------------------------- | --------------------------------------------------------------------------------- | --------------------------------------------------------------------------------- | --------------------------------------------------------------------------------- |
| 3-6-1983                                                                          | Città del Messico                                                                 | Messico under 20                                                                  | 1 – 1                                                                             | Australia under 20                                                                | Mondiali Under-20 1983 - 1º turno                                                 | 1                                                                                 |                                                                                   |
| 5-6-1983                                                                          | Toluca                                                                            | Scozia under 20                                                                   | 1 – 2                                                                             | Australia under 20                                                                | Mondiali Under-20 1983 - 1º turno                                                 | -                                                                                 | 58’                                                                               |
| 8-6-1983                                                                          | Toluca                                                                            | Australia under 20                                                                | 1 – 2                                                                             | Corea del Sud under 20                                                            | Mondiali Under-20 1983 - 1º turno                                                 | -                                                                                 | 65’                                                                               |
| Totale                                                                            |                                                                                   | Presenze                                                                          | 3                                                                                 |                                                                                   | Reti                                                                              | 1                                                                                 |                                                                                   |

## Palmarès

### Giocatore

#### Club
- Campionato belga: 1

Bruges: 1989-1990
- Coppa del Belgio: 1

Bruges: 1990-1991
- Supercoppa belga: 2

Bruges: 1990, 1991
- Campionato australiano: 1

Brisbane Strikers: 1997

#### Individuale
- Calciatore oceaniano dell'anno: 1

1988
- Capocannoniere del campionato belga: 1

1990

### Allenatore

#### Nazionale
- Coppa d'Oceania: 2

2000, 2004